# Лецкань (комуна)
Лецкань, Лецкані (рум. Lețcani) — комуна у повіті Ясси в Румунії. До складу комуни входять такі села (дані про населення за 2002 рік):
- Богонос (669 осіб)
- Коджаска (1927 осіб)
- Кукутень (496 осіб)
- Лецкань (3528 осіб)

Комуна розташована на відстані 322 км на північ від Бухареста, 14 км на захід від Ясс.

## Населення
За даними перепису населення 2002 року у комуні проживали 6620 осіб. Усі жителі комуни рідною мовою назвали румунську.
Національний склад населення комуни:
| Національність | Кількість осіб | Відсоток |
| -------------- | -------------- | -------- |
| румуни         | 6616           | 99,9%    |
| турки          | 2              | < 0,1%   |
| цигани         | 1              | < 0,1%   |
| татари         | 1              | < 0,1%   |

Склад населення комуни за віросповіданням:
| Релігія       | Кількість осіб | Відсоток |
| ------------- | -------------- | -------- |
| православні   | 6569           | 99,2%    |
| римо-католики | 22             | 0,3%     |
| адвентисти    | 12             | 0,2%     |
| мусульмани    | 3              | < 0,1%   |
| бретрени      | 1              | < 0,1%   |